# 1838 dans les chemins de fer
chronologie des chemins de fer
1837 dans les chemins de fer - 1838 - 1839 dans les chemins de fer

## Évènements
- Première locomotive à vapeur de Schneider.

### Février
- 25 février.  France :   ordonnance du Roi portant autorisation de la Compagnie du chemin de fer de Bordeaux à La Teste.

### Mars
- 6 mars, France : loi concédant le chemin de fer de Strasbourg à Bâle.
- 20 mars.  France :   Jean-Claude-Républicain Arnoux dépose le brevet système Arnoux.

### Mai
- 14 mai.  France :   ordonnance du Roi portant autorisation de la Compagnie du chemin de fer de Strasbourg à Bâle.
- 21 mai.  Royaume-Uni :   inauguration de la gare de Nine Elms à Londres (London and south-western railway)

### Juin
- 4 juin.  Royaume-Uni :   inauguration de la première gare de Paddington à Londres (Great Western Railway)

### Juillet
- 4 juillet.  France :   ordonnance du Roi portant autorisation de la Société anonyme du chemin de fer de Montpellier à Cette.
- 7 juillet, France : une loi permet l'établissement d'une ligne de chemin de fer entre Paris et Dieppe, par Rouen et Le Havre.

### Août
- 13 août.  France :   ordonnance du Roi portant autorisation de la Compagnie du chemin de fer de Paris à Orléans.
- 13 août.  France :   ordonnance du Roi portant autorisation de la Compagnie du chemin de fer de Paris à la mer par Rouen, Le Havre et Dieppe, avec embranchement sur Elbeuf et Louviers.

## Naissances
- x

## Décès
- x